# Lord Inchiquin (O'Carolan)
Lord Inchiquin est le titre d'un morceau composé par Turlough O'Carolan au XVIIIe siècle, probablement en hommage à William O'Brien, 4e comte et 9e baron Inchiquin. À l'origine joué à la harpe, il a été maintes fois repris par les joueurs de musique traditionnelle irlandaise.
D'après Donal O'Sullivan , le siège de la famille O'Brien était (et est toujours) le château de Dromoland, à Newmarket-on-Fergus, County Clare, pas loin de Doonass où O'Carolan rendit visite au révérend Charles Massey. Il est fort probable que cette pièce ait été composée lors de ce séjour.
Ce morceau marie avec habileté la musique traditionnelle irlandaise avec la mode de la musique baroque, en plus de son bel air mélancolique en ré majeur.